# Вогняний рейс
«Вогняний рейс» (інші назви: «Партизанська дружина», «Крапля за краплею») — радянський історично-революційний художній фільм 1930 року, знятий режисером Яківом Уріновим на студіях «Межрабпомфільм» і «Кіносибір».

## Сюжет
Місто в Сибіру. Наступає Колчак. Член міськкому партії, більшовик Петрухін, зайнятий евакуацією, не встигає подбати про сім'ю. Вона в руках білогвардійців. Восьмирічний син на витонченому допиті ненавмисно видає батька, який пішов у підпілля. Петрухін у в'язниці, з якої вдається втекти. Приєднується до партизанів. Чергове завдання — підірвати пароплав карателів. Вирушає на міст з бомбою. І раптом бачить: карателі везуть мирних жителів, серед них — дружина і син. Не наважується кинути бомбу. Пароплав благополучно прибуває до місця призначення. Лише наспіла Червона Армія рятує партизан від розгрому. Петрухін — на межі самогубства. Але товариші після розгрому Колчака знімають з героя важку ношу: він прощений і отримує можливість справою довести стійкість і вірність революційному боргу.

## У ролях
- Іван Штраух — Петрухін
- Валентина Куїнджі — дружина Петрухіна
- Володимир Уральський — Максим
- Борис Фердинандов — Кисельов
- В. Сікорський — маленький син Петрухіна
- Борис Гусєв — епізод
- Микола Солдатов — епізод
- Єлизавета Чеснокова — епізод

## Знімальна група
- Режисер — Яків Урінов
- Сценаристи — Павло Дорохов, Лев Гольденвейзер
- Оператори — Луї Форестьє, Яків Толчан, Євген Славинський
- Художник — Іван Степанов